# خوان مانويل لوبيز أوتورياغا
خوان مانويل لوبيز أوتورياغا (بالإسبانية: Juanma López Iturriaga)‏ مواليد 4 فبراير 1959 في بلباو، منطقة إقليم الباسك، إسبانيا، هو لاعب كرة سلة إسباني سابق. يبلغ طوله 6 قدم 5 بوصة (2.0 م). مثّل منتخب بلاده. شارك في مسابقة كرة السلة في الألعاب الأولمبية الصيفية.

## روابط خارجية
- خوان مانويل لوبيز أوتورياغا على موقع IMDb (الإنجليزية)
- خوان مانويل لوبيز أوتورياغا على موقع قاعدة بيانات الفيلم (الإنجليزية)
- خوان مانويل لوبيز أوتورياغا على موقع الاتحاد الدولي لكرة السلة (الإنجليزية)
- خوان مانويل لوبيز أوتورياغا على موقع الاتحاد الدولي لكرة السلة (الإنجليزية)
- خوان مانويل لوبيز أوتورياغا على موقع الدوري الإسباني لكرة السلة (الإسبانية)
- خوان مانويل لوبيز أوتورياغا على موقع ريلجم (الإنجليزية)
- خوان مانويل لوبيز أوتورياغا على موقع بروبوليرز (الإنجليزية)
- خوان مانويل لوبيز أوتورياغا على موقع سبورتس رفرنس (الإنجليزية)
- خوان مانويل لوبيز أوتورياغا على موقع أوليمبيديا (الإنجليزية)